# Таллин в филателии

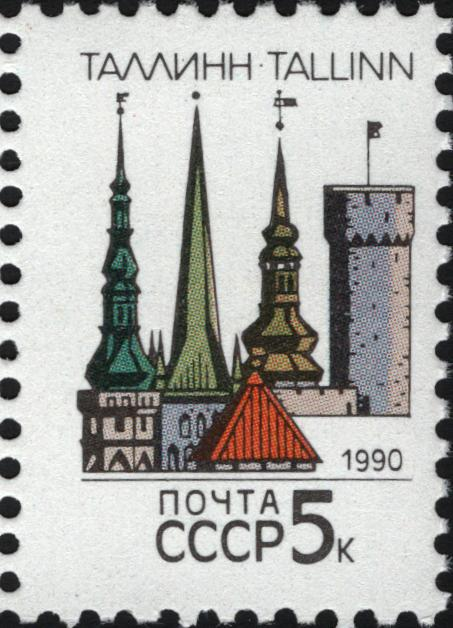
Почтовая марка СССР из серии «Столицы союзных республик» (1990), посвящённая Таллину

Та́ллин в филатели́и — совокупность филателистических материалов (знаков почтовой оплаты, штемпелей и прочего), посвящённых Таллину или связанных с ним.

## Краткое описание
Город Таллин (ранее — Ревель) и его история отражены на почтовых марках и других филателистических материалах дореволюционного времени, Советского Союза и независимой Эстонии.
Почтой СССР и Эстонии выпущено немало почтовых марок, художественных маркированных и немаркированных почтовых конвертов и односторонних почтовых карточек с оригинальной маркой, тематика которых была связана с Таллином.
К коллекционным материалам на таллинскую тематику относятся также различные календарные, франкировальные и специальные почтовые штемпели.

## Домарочный период

### Шведское правление (до 1710)

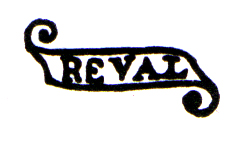
Почтовый штемпель Ревеля, применявшийся в 1708—1710 годах

В XVII и в начале XVIII веков, во времена владычества Швеции, Ревель (Таллин) являлся наиболее крупным почтовым пунктом на территории современной Эстонии. Через него проходили морские и сухопутные почтовые пути. В 1687 году из Ревеля начали отправляться почтовые суда до мыса Порккала на юге Финляндии. Хотя перевозки почты морским путём намного ускорили её доставку по сравнению с прежней пересылкой крестьянскими подводами, в 1691 году почтовый корабль «Флайгарен» был продан.
В 1708 году на Ревельском почтамте был введён почтовый штемпель с наименованием города. Он имел размеры 16 × 13 мм. Употреблялся только два года — до присоединения 29 сентября 1710 года Ревеля к России. Сохранились единичные письма с этим штемпелем.

### Российское правление (1710—1918)
|                                                                |
| Штемпельный конверт, отправленный из Ревеля в Везенберг (1871) |

## Почтовые марки

### Период независимости (1918—1940)

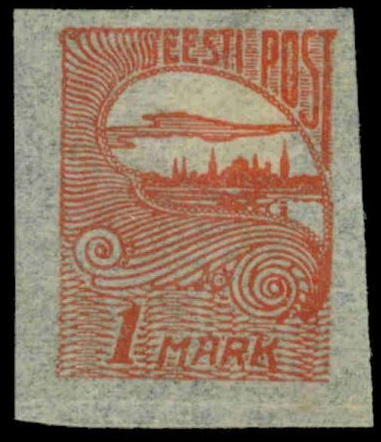
Стандартная марка Эстонии с видом Таллина, 1920

Первые марки Эстонии с видами Таллина вышли в марте 1920 года. Это была серия из трёх стандартных марок с изображением силуэта города со стороны Финского залива на фоне неба (Mi #15—17; Sc #39, 41, 44). Серия в дальнейшем была дополнена до восьми марок в декабре 1920 года, а также в 1921 и 1924 годах. В 1924 году вышли две миниатюры, посвящённые театру оперы и балета «Эстония» (Mi #55—56). В 1927 году вышла серия из пяти марок «Виды городов». Таллин был представлен на двух миниатюрах: на первой — замок Тоомпеа с башней Длинный Герман, а на второй — общий вид города (Mi #65, 67).
В 1936 году герб Таллина был представлен на одной из марок четырёхмарочной серии «Городские гербы» (Mi #112). Последняя миниатюра этого периода, посвящённая Таллину, вышла в 1938 году — почта Эстонии эмитировала стандартную марку с изображением таллинской гавани (Mi #137).

Почтовые марки Эстонии (1918—1940)
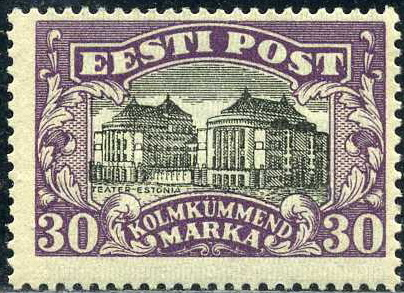
1924: марка, посвящённая театру оперы и балета «Эстония» (Mi #55)
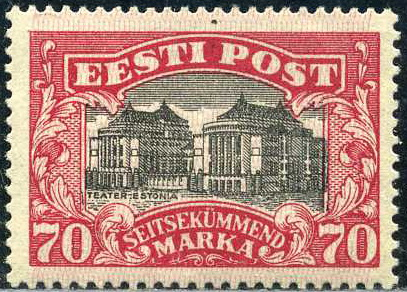
1924: то же (Mi #56)
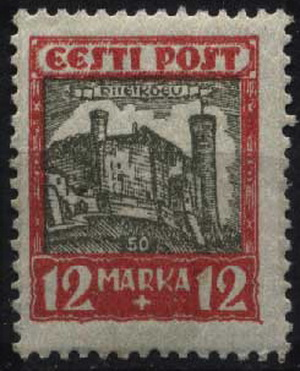
1927: марка из серии «Виды городов». Замок Тоомпеа с башней Длинный Герман (Mi #65)
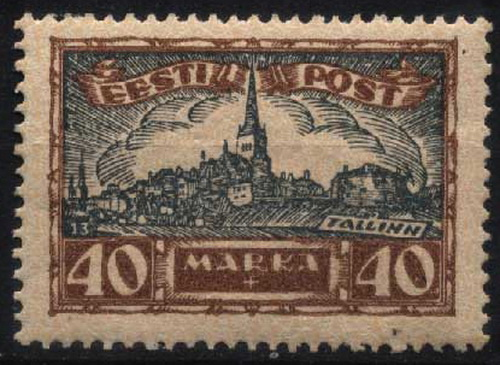
1927: марка из серии «Виды городов». Таллин, общий вид города (Mi #67)
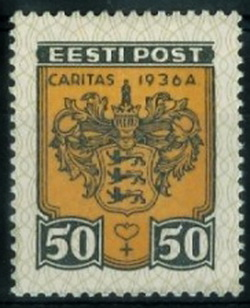
1936: марка из серии «Городские гербы». Герб Таллина (Mi #112)
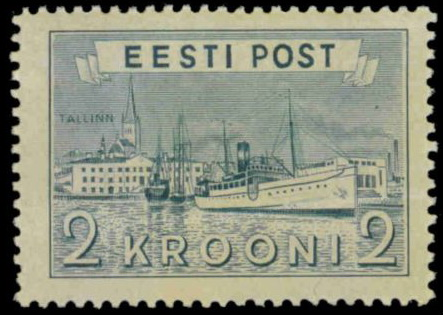
1938: стандартная марка. Таллинская гавань (Mi #137)

### Период немецкой оккупации (1941—1944)
В сентябре 1941 года в Тарту были выпущены местные марки оригинального рисунка с доплатой в фонд восстановления. На марках изображены архитектурные памятники Эстонии, в том числе замок Тоомпеа и вид на Старый город Реваля (Таллина) (Sc #NB1, NB4).
| Местные почтовые марки Тарту (1941)                                 |
| ------------------------------------------------------------------- |
|                                                                     |
| Реваль (Таллин): замок Тоомпеа и вид на Старый город (Sc #NB1, NB4) |

### Советский период

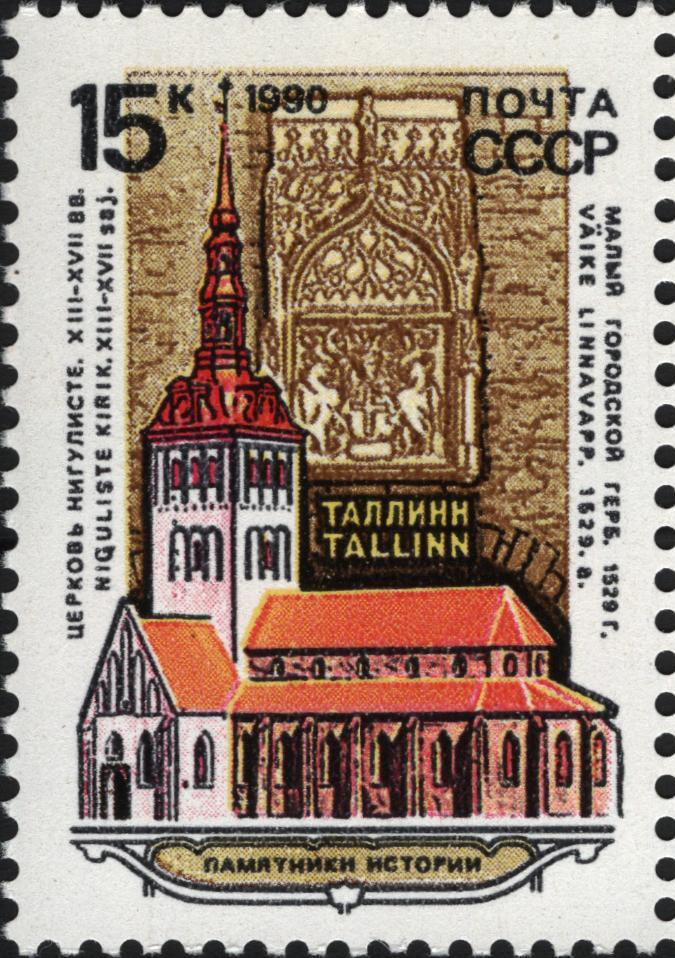
Почтовая марка СССР из серии «Памятники истории», посвящённая церкви Нигулисте в Таллине, 1990

Первые советские марки, посвящённые непосредственно Таллину, вышли в 1950 году к 10-летию образования Эстонской ССР. На трёх миниатюрах были изображены: Сталинградская площадь в Таллине (ЦФА [АО «Марка»] № 1552), Дом Совета министров — бывший дворец эстляндских губернаторов Вышгородского замка (1767—1773, арх. И. Шульц) (ЦФА [АО «Марка»] № 1553) и театр оперы и балета «Эстония» (ЦФА [АО «Марка»] № 1554). В 1958 году почта СССР эмитировала серию из 15 марок «Столицы союзных советских республик». На марке, посвящённой Таллину, были изображены ворота Виру (ЦФА [АО «Марка»] № 2246).
На марке 1960 года, посвящённой 20-летию Эстонской ССР, запечатлён вид Таллина с побережья Финского залива (ЦФА [АО «Марка»] № 2449). Через пять лет к 25-летию Эстонской ССР вышла марка, посвящённая празднику песни в Таллине с изображением Певческого поля (ЦФА [АО «Марка»] № 3232). На марке 1967 года из серии, посвящённой 50-летию Октябрьской революции, Таллин изображён схематично (ЦФА [АО «Марка»] № 3525). Проходившее в Риге и Таллине в 1969 году первенство Европы по волейболу среди юниоров так же нашло отражение в марке (ЦФА [АО «Марка»] № 3774).
В 1973 году почта СССР посвятила Таллину две миниатюры, вышедшие в серии «Историко-архитектурные памятники Прибалтийских республик». На них были изображены Большие морские ворота (ЦФА [АО «Марка»] № 4298) и таллинская ратуша (ЦФА [АО «Марка»] № 4299). В следующем году вышла марка, посвящённая 30-летию освобождения Эстонии от фашистских захватчиков. В центре марки в обрамлении гвардейской ленты помещён памятный текст. Слева и вверху — карта-схема боевых операций по освобождению Прибалтики от немецко-фашистских захватчиков. Справа — архитектурные памятники старого Таллина. Внизу — здание Совета министров Эстонской ССР (ЦФА [АО «Марка»] № 4366).
В 1980 году Таллин вновь был представлен на двух марках СССР, вышедших в серии «Туризм под знаком Олимпиады-80». На них были изображены вид Старого города (ЦФА [АО «Марка»] № 5059) и гостиница «Виру» (эст. Viru hotell) (ЦФА [АО «Марка»] № 5060). В том же году вышла марка к 40-летию Эстонской ССР, на которой были представлены архитектурные памятники города, в частности монумент Революции 1905 года и здание ЦК КП Эстонии (1968, арх. М. Порт) (ЦФА [АО «Марка»] № 5095). В 1983 году вышла серия марок, посвящённая маякам Балтийского моря, в том числе Таллинскому верхнему маяку (эст. Tallinna ülemine tuletorn) (ЦФА [АО «Марка»] № 5433). В 1989 году вышла марка, посвящённая 50-летию Таллинского зоопарка, на которой была изображена голова рыси и эмблема зоопарка (ЦФА [АО «Марка»] № 6096).
В 1990 году почта СССР эмитировала две марки, посвящённые Таллину, на которых название города писалось с двумя «нн», согласно принятой 7 декабря 1988 года поправке к русскому тексту Конституции Эстонской ССР. Первая марка с видом Старого города (шпили Длинного Германа, церкви Олевисте, Домского собора и башни ратуши) вышла в серии «Столицы СССР и союзных республик» (ЦФА [АО «Марка»] № 6180). Вторая — в серии «Памятники отечественной истории», на ней изображена церковь Нигулисте на фоне малого городского герба над Большими морскими воротами (ЦФА [АО «Марка»] № 6236). Это была последняя марка почты СССР, посвящённая Таллину.
Таллинскую тематику дополняют почтовые марки с изображением персоналий, связанных с городом и его историей. Среди них — Михаил Иванович Калинин — советский государственный и партийный деятель, изображённый на марке 1935 года у токарного станка на заводе «Вольта» в Ревеле (Таллин) (ЦФА [АО «Марка»] № 519); Виктор Эдуардович Кингисепп — профессиональный революционер России и Эстонии, один из организаторов Коммунистической партии Эстонии (ЦФА [АО «Марка»] № 1555,2840, 5927); Эдуард Юрьевич Вильде — эстонский писатель и драматург (ЦФА [АО «Марка»] № 3221); Георг Отс — эстонский оперный и эстрадный певец (ЦФА [АО «Марка»] № 5065); Хейно Эллер— эстонский и советский композитор, скрипач и педагог (ЦФА [АО «Марка»] № 5813) и др.

Почтовые марки СССР
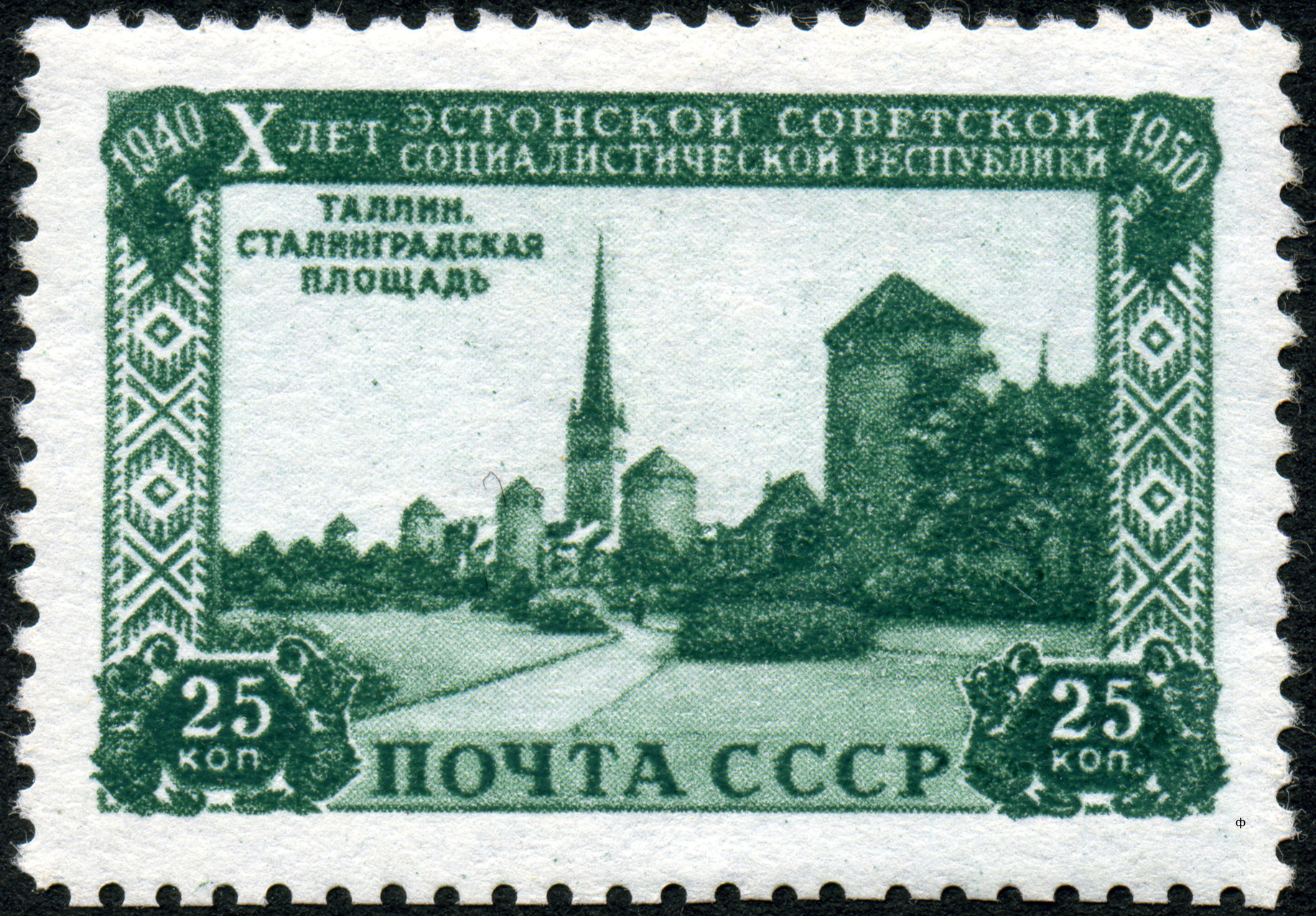
1950: марка к 10-летию образования Эстонской ССР. Сталинградская площадь в Таллине (ЦФА [АО «Марка»] № 1552)
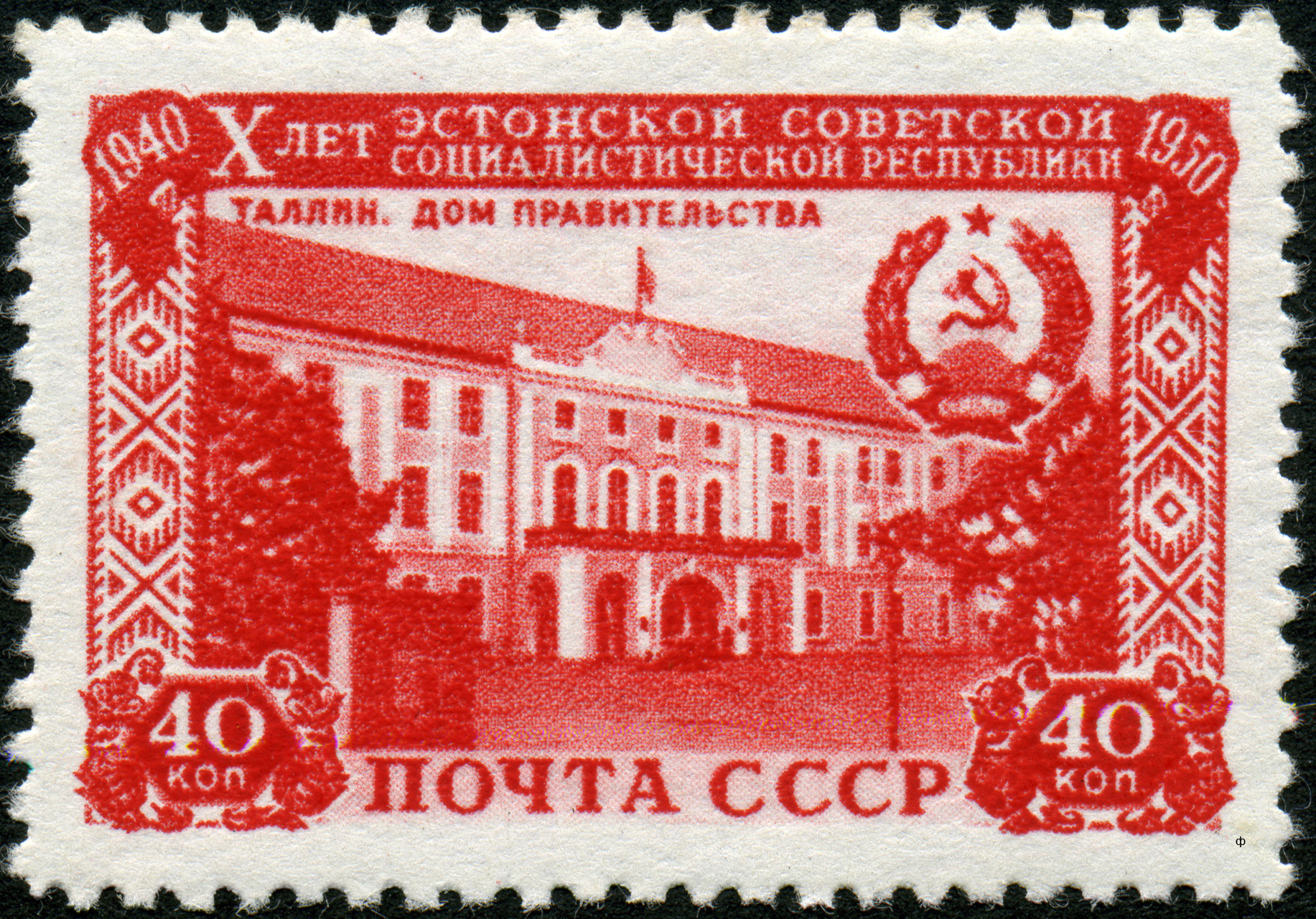
1950: марка к 10-летию образования Эстонской ССР. Дом Совета министров (ЦФА [АО «Марка»] № 1553)
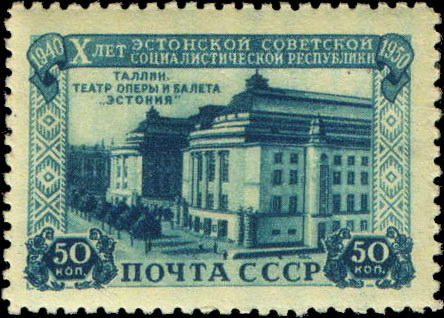
1950: марка к 10-летию образования Эстонской ССР. Театр оперы и балета «Эстония» (ЦФА [АО «Марка»] № 1554)
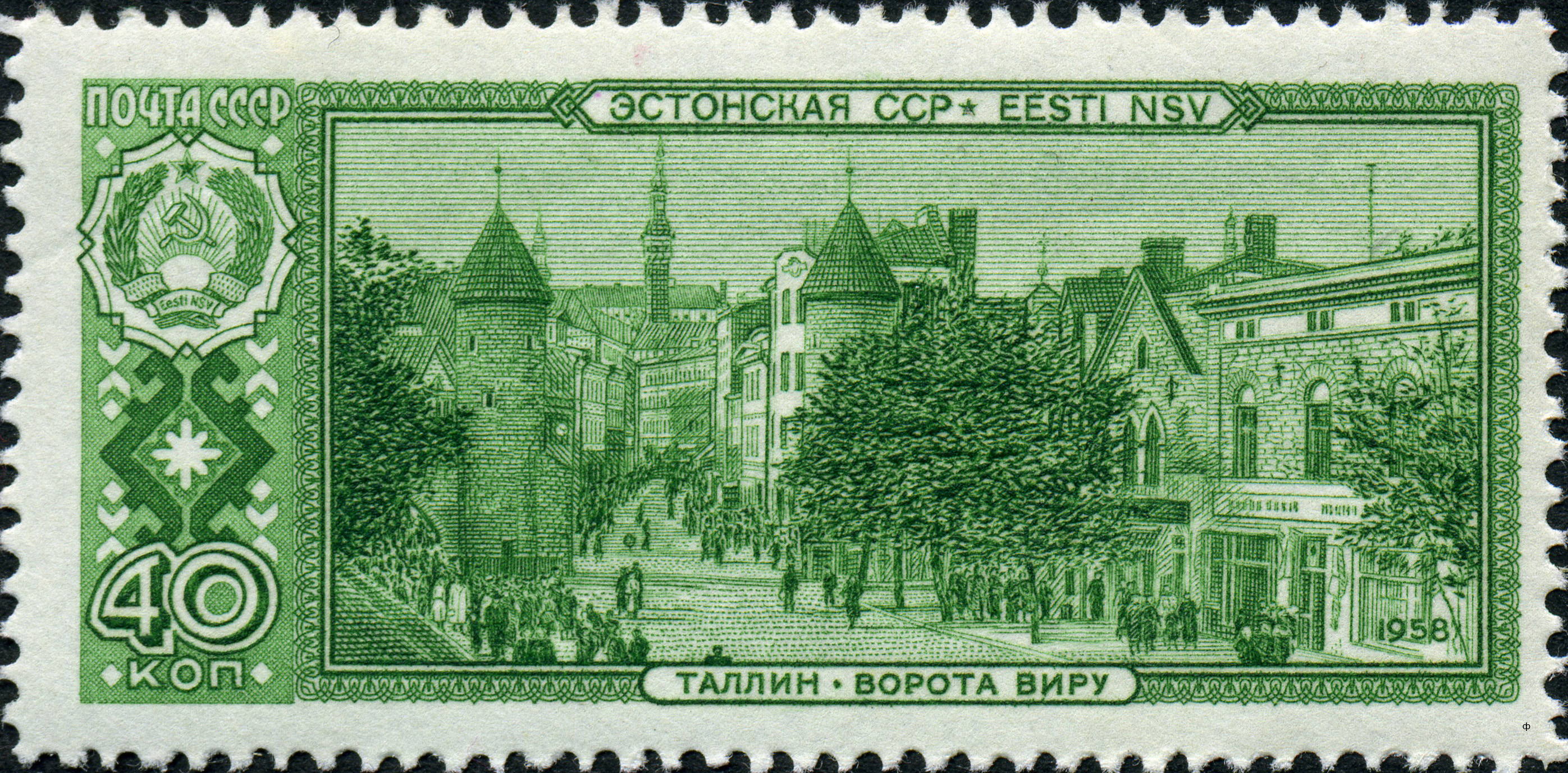
1958: марка из серии «Столицы союзных республик». Таллин. Ворота Виру (ЦФА [АО «Марка»] № 2246)
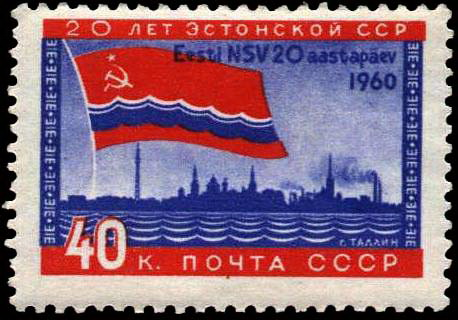
1960: марка к 20-летию образования Эстонской ССР. Вид Таллина с побережья Финского залива (ЦФА [АО «Марка»] № 2449)
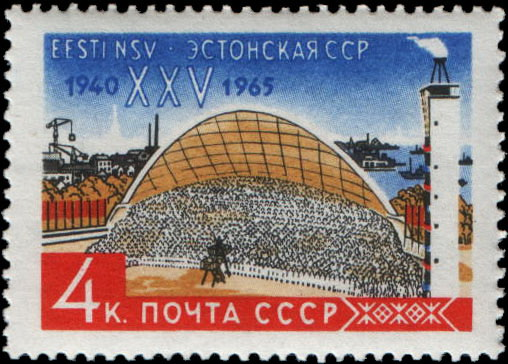
1965: марка к 25-летию образования Эстонской ССР. Праздник песни в Таллине. Певческое поле (ЦФА [АО «Марка»] № 3232)
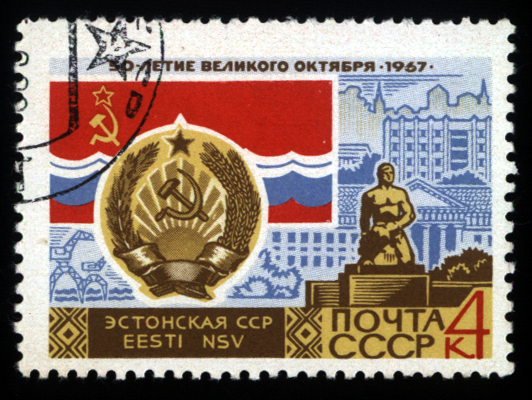
1967: марка к 50-летию Октябрьской революции. Эстонская ССР. Таллин (ЦФА [АО «Марка»] № 3525)
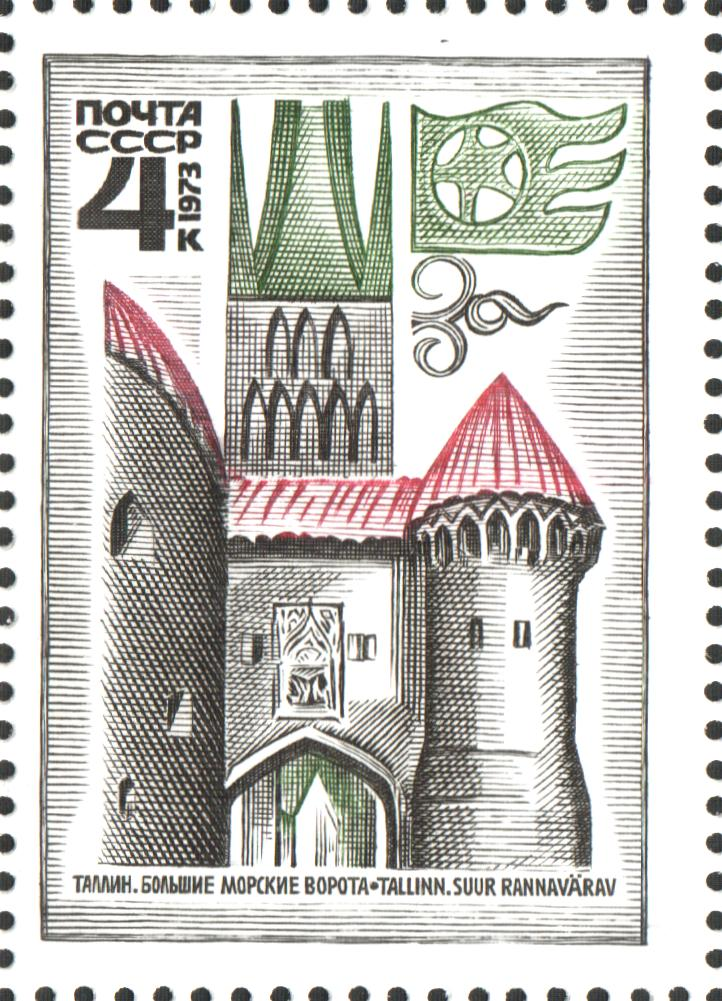
1973: марка из серии «Историко-архитектурные памятники Прибалтийских республик». Большие морские ворота (ЦФА [АО «Марка»] № 4298)
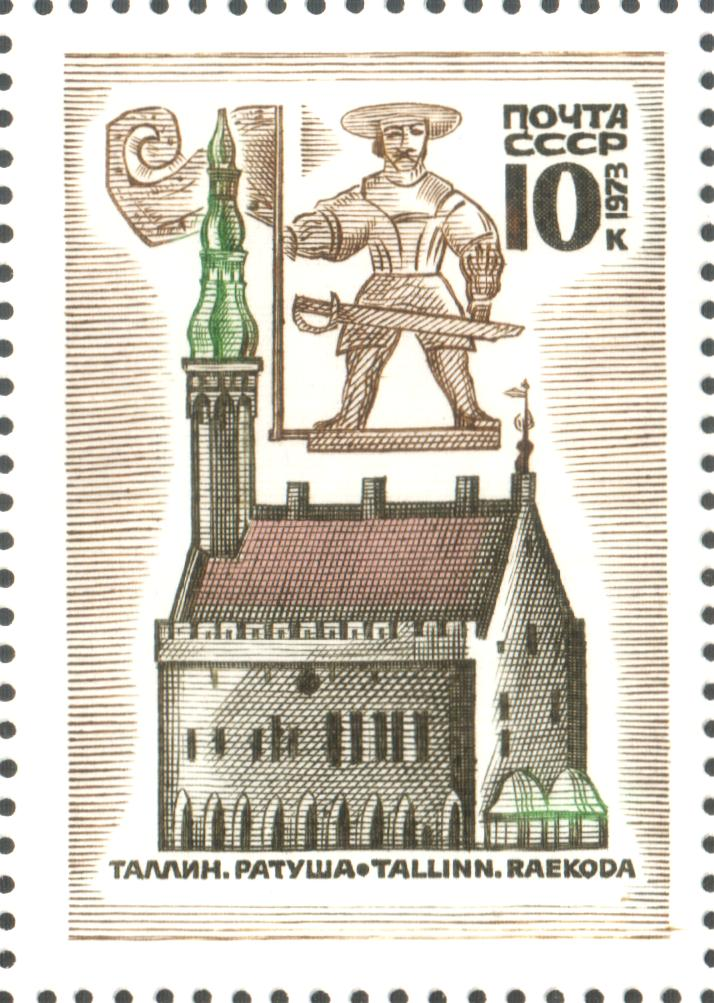
1973: марка из серии «Историко-архитектурные памятники Прибалтийских республик». Таллинская ратуша (ЦФА [АО «Марка»] № 4299)
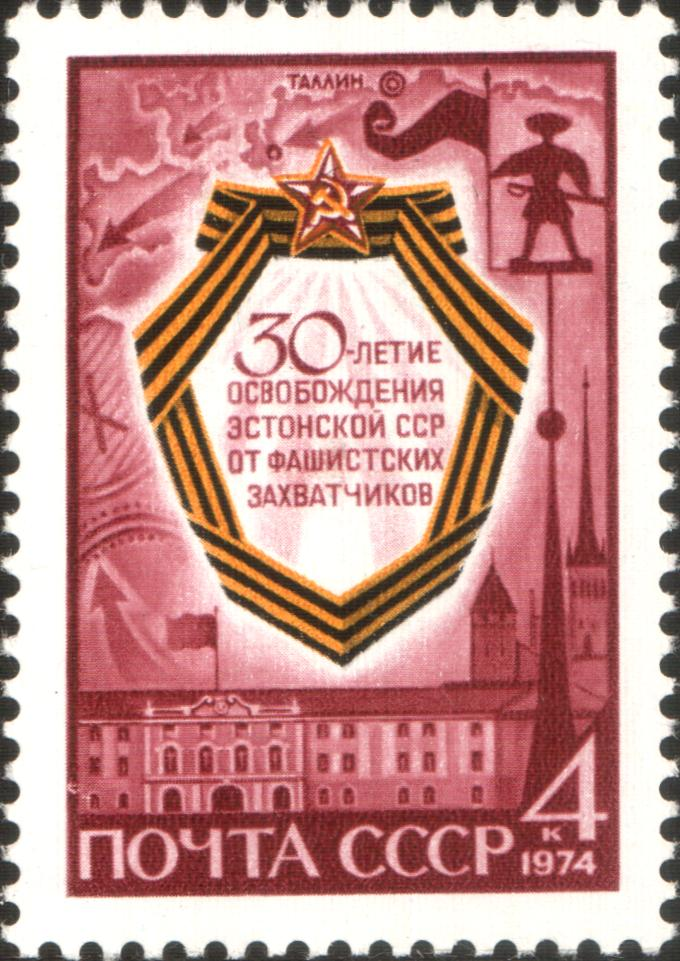
1974: марка, посвящённая 30-летию освобождения Эстонии от фашистских захватчиков. Таллин. Дом Советов министров Эстонской ССР (ЦФА [АО «Марка»] № 4366)
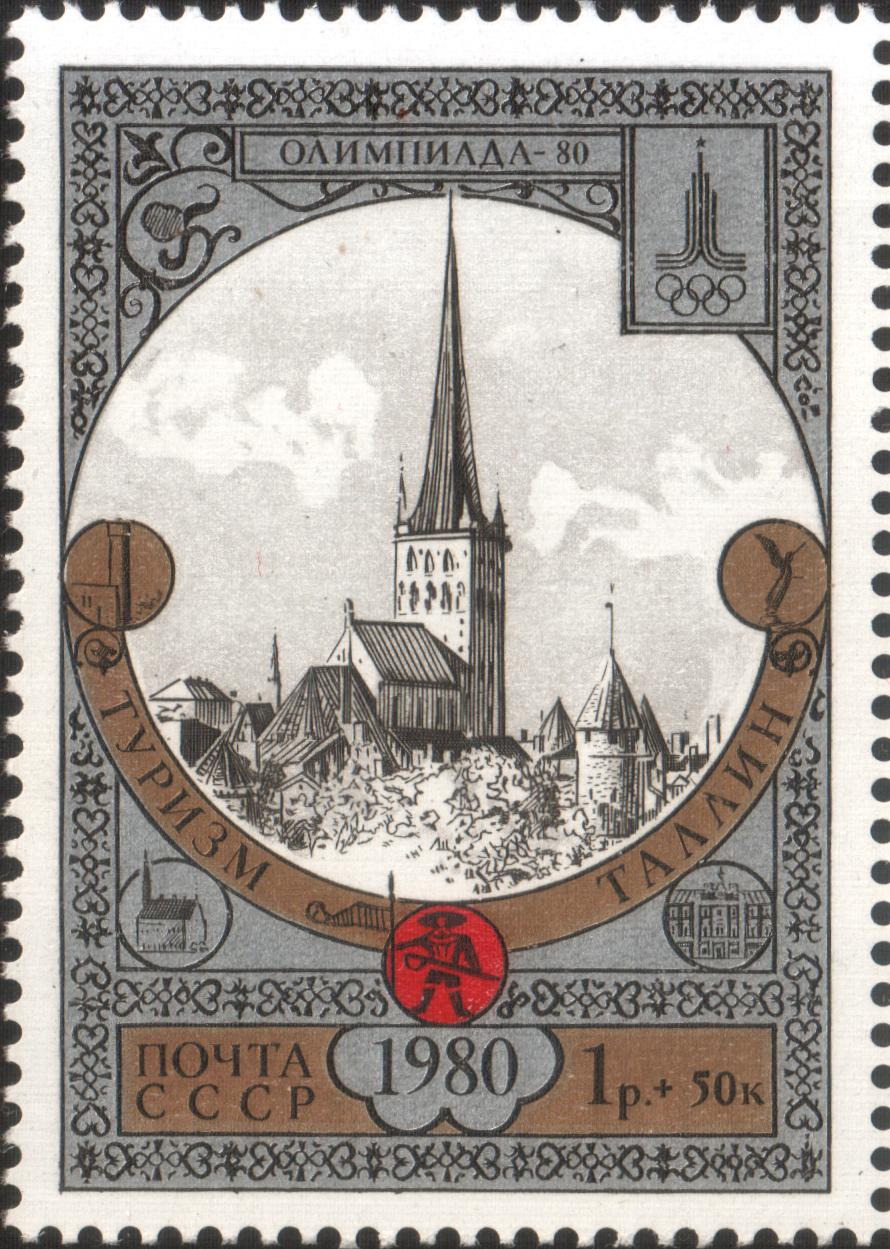
1980: марка из серии «Туризм под знаком Олимпиады-80». Таллин. Старый город (ЦФА [АО «Марка»] № 5059)
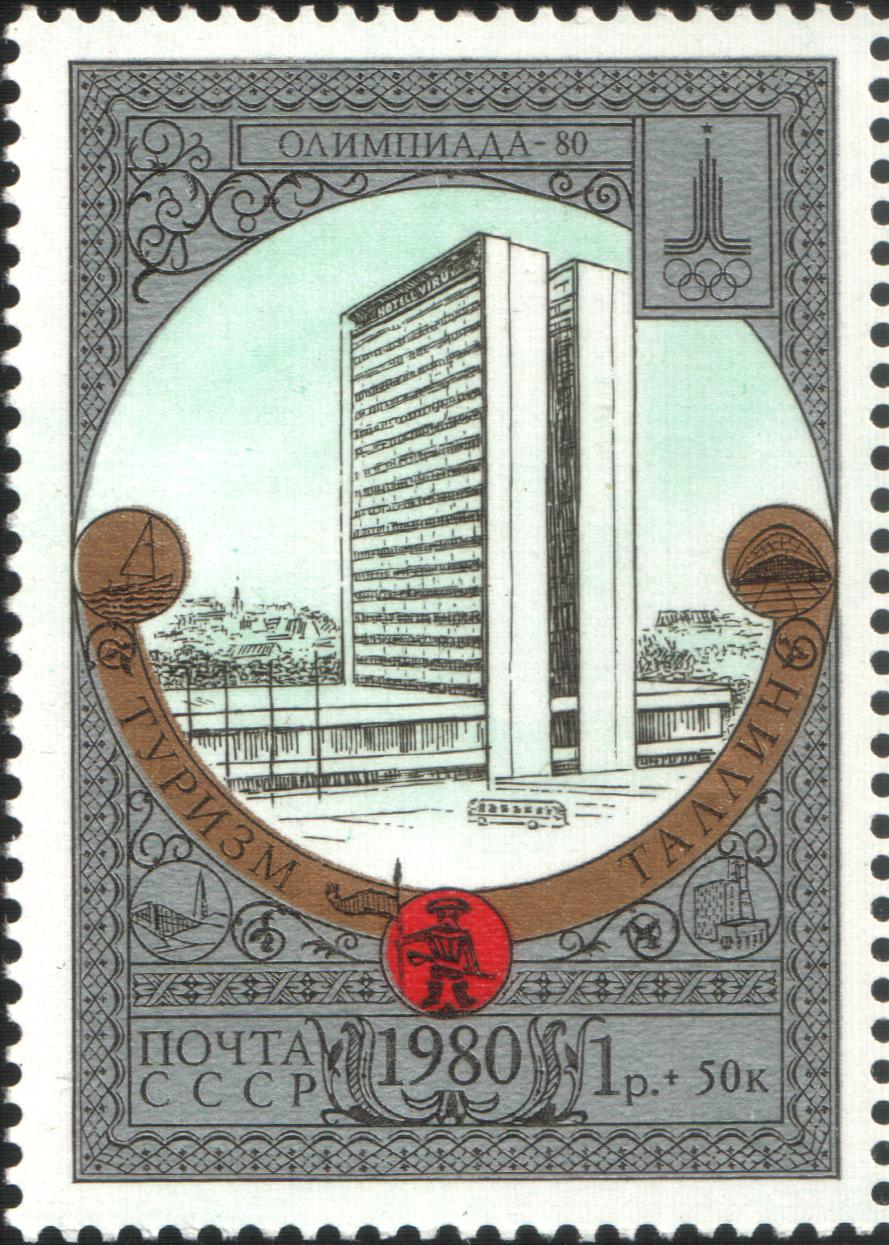
1980: марка из серии «Туризм под знаком Олимпиады-80». Таллин. Гостиница «Виру» (ЦФА [АО «Марка»] № 5060)
1980: марка к 40-летию Эстонской ССР. Архитектурные памятники Таллина (ЦФА [АО «Марка»] № 5095)
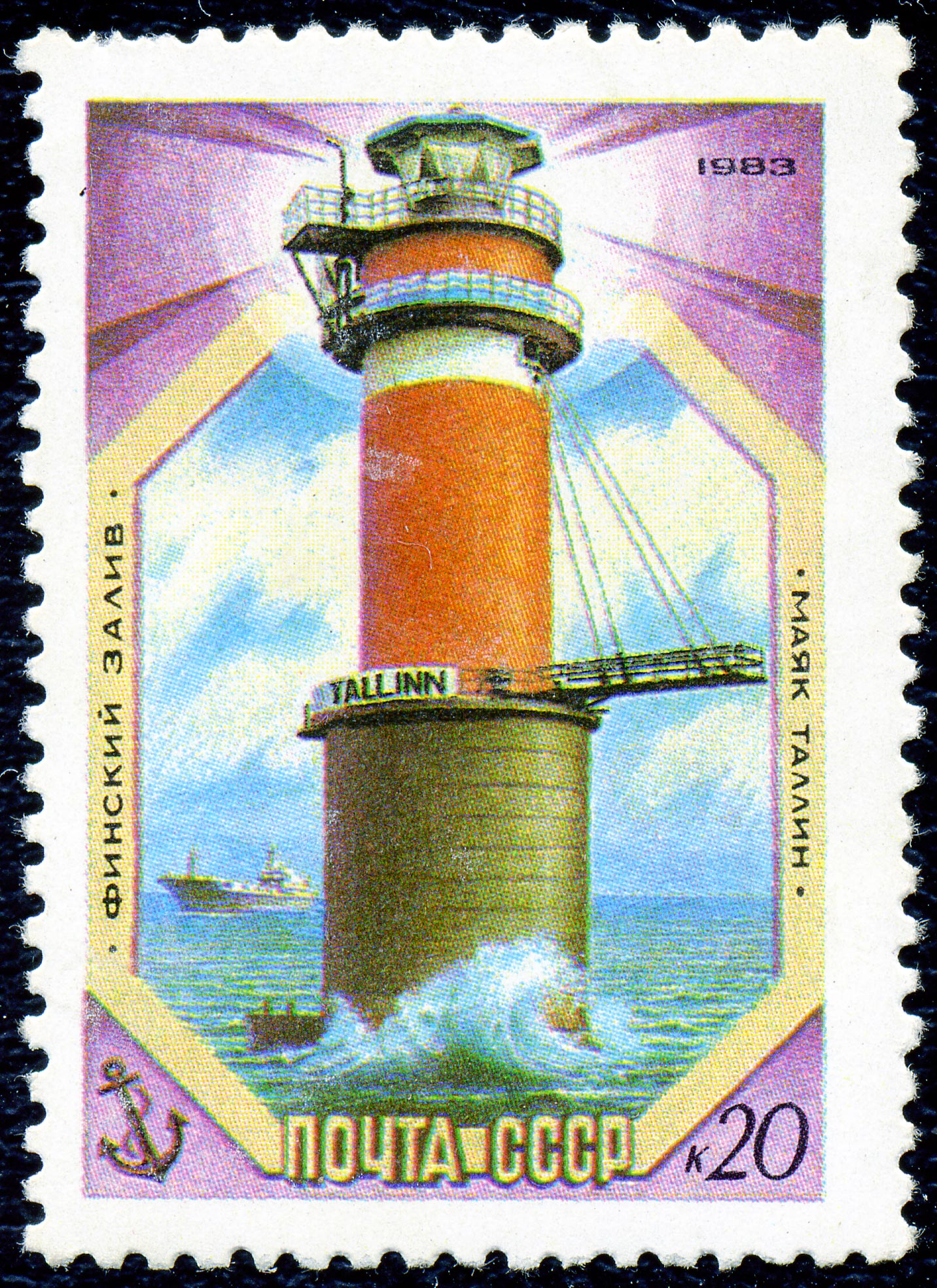
1983: марка из серии «Маяки Балтийского моря». Таллинский верхний маяк (ЦФА [АО «Марка»] № 5433)
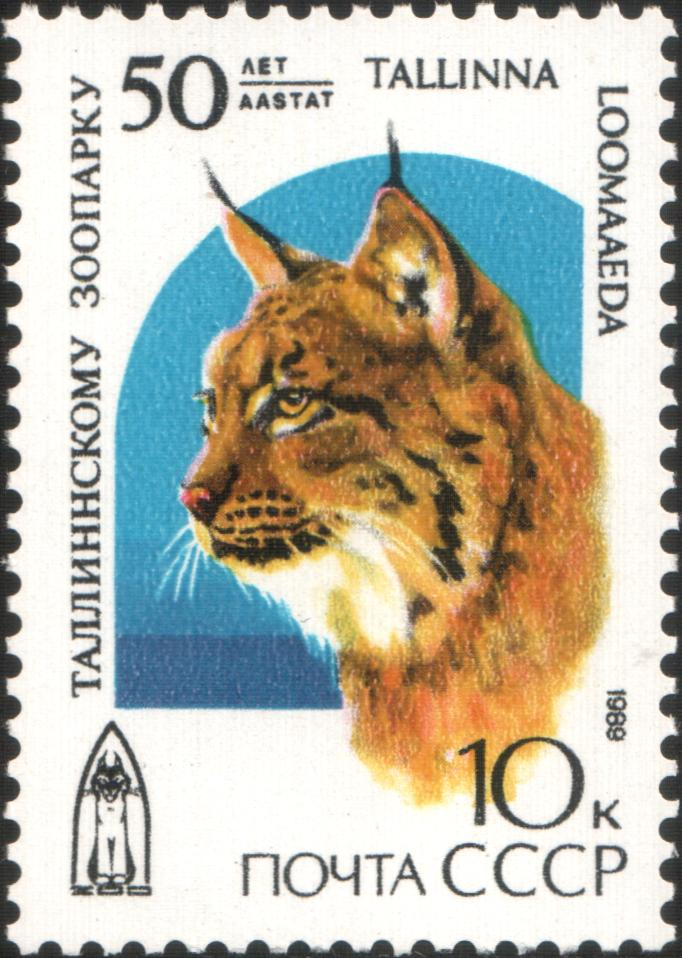
1989: марка к 50-летию Таллинского зоопарка (ЦФА [АО «Марка»] № 6096)

### Современная Эстония

Почтовая марка Эстонии. Таллин. Замок Тоомпеа, 1993

2006: марка к 100-летию Национальной оперы «Эстония»(Mi #546—547)

На почтовых выпусках независимой Эстонии Таллин впервые появился в 1993 году, на одной из марок стандартной серии «Архитектура Эстонии» был изображён замок Тоомпеа (Mi #213; Sc #244). В том же году на рождественскую миниатюру было помещено изображение Домского собора (XIII—XVIII века) (Mi #217; Sc #262). В следующем году к 75-летию Художественного музея в Кадриорге вышла марка, на которой изображён фасад музея (Mi #238; Sc #278). В 1995 году на марку рождественского выпуска поместили изображение церкви Карла (Mi #271; Sc #298), а в 1996 году — церкви Святого Духа (Mi #291; Sc #316). В 1997 году вышла серия из шести марок, посвящённая Таллинскому зоопарку (Mi #294—299; Sc #319a—319f), в дальнейшем серия дополнялась в 1998 (Mi #333; Sc #350), 1999 (Mi #340; Sc #357), 2000 (Mi #373; Sc #396) и 2001 годах (Mi #419; Sc #425). В 1999 году к 80-летию Государственного банка Эстонии была эмитирована марка с изображением фасада здания банка (Mi #344; Sc #361).
В 2000 году почта Эстонии выпустила марку к 100-летию узкоколейной железной дороги Таллин—Вильянди (Mi #374; Sc #397). В 2001 году вышла марка с панорамой здания правительства Эстонии (бывший дом Стейнбока) (Mi #393; Sc #410). В том же году были выпущены марки с изображением стока вод озера Соодла в водозабор Таллина (Mi #399; Sc #415); марка к 800-летию явления Святой Девы Марии в Эстонии, на которой изображены икона Девы Марии и алтарь церкви Никулисте в Таллине (Mi #411; Sc #421); марка к 75-летию эстонского радиовещания, с изображением Дома эстонского радио (первая радиостудия) и портретом диктора Феликса Моора (Mi #425; Sc #431).
В 2002 году эстонская почта отметила выпуском марки с купоном 50-летие Государственного кукольного театра Эстонии (Mi #432; Sc #437). В 2003 году к 125-летию со дня рождения писателя А. Х. Таамсааре была выпущена марка с изображением памятника писателю в Таллине (Mi #455; Sc #453). В 2004 году почта Эстонии отметила выпуском марки 600-летие ратуши Таллина (Mi #489; Sc #488).
В 2005, 2006 и 2007 годах выпускались марки, посвящённые эстонскому флагу. На них помещено изображение флага на башне Длинный Герман в Таллине (Mi #490; Sc #489). В 2006 году выпуском марок было отмечено открытие музея искусств (KUMU) в Таллине (Mi #544) и 100-летие Национальной оперы «Эстония» (Mi #546—547). В этом же году вышли две марки с изображением «Нижнего» и «Верхнего» Таллинских маяков (Mi #552—553).
| Хронологический перечень почтовых марок Эстонии, посвящённых Таллину            |
| ------------------------------------------------------------------------------- |
| 1993: Домский собор (XIII—XVIII века) (Mi #217; Sc #262)                        |
| 1994: 75-летие Художественного музея в Кадриорге (Mi #238; Sc #278)             |
| 1995: Церковь Карла (Mi #271; Sc #298)                                          |
| 1996: Церковь Святого Духа (Mi #291; Sc #316)                                   |
| 1999: 80-летие Государственного банка Эстонии (Mi #344; Sc #361)                |
| 2000: 100-летие узкоколейной железной дороги Таллин—Вильянди (Mi #374; Sc #397) |
| 2001: сток вод озера Соодла в водозабор Таллина (Mi #399; Sc #415)              |
| 2001: 75-летие эстонского радиовещания (Mi #425; Sc #431)                       |
| 2002: 50-летие Государственного кукольного театра Эстонии (Mi #432; Sc #437)    |
| 2003: 125-летие со дня рождения писателя А. Х. Таамсааре (Mi #455; Sc #453)     |
| 2004: 600-летие ратуши Таллина (Mi #489; Sc #488)                               |
| 2005: Эстонский флаг на башне Длинный Герман в Таллине (Mi #490; Sc #489)       |
| 2006: открытие музея искусств (KUMU) в Таллине (Mi #544)                        |
| 2006: «Нижний» Таллинский маяк (Mi #552)                                        |
| 2006: «Верхний» Таллинский маяк (Mi #553)                                       |
| 2010: Чемпионат Европы по фигурному катанию в Таллине                           |
| 2010: Таллин — город европейской культуры                                       |

## Почтовые марки других стран

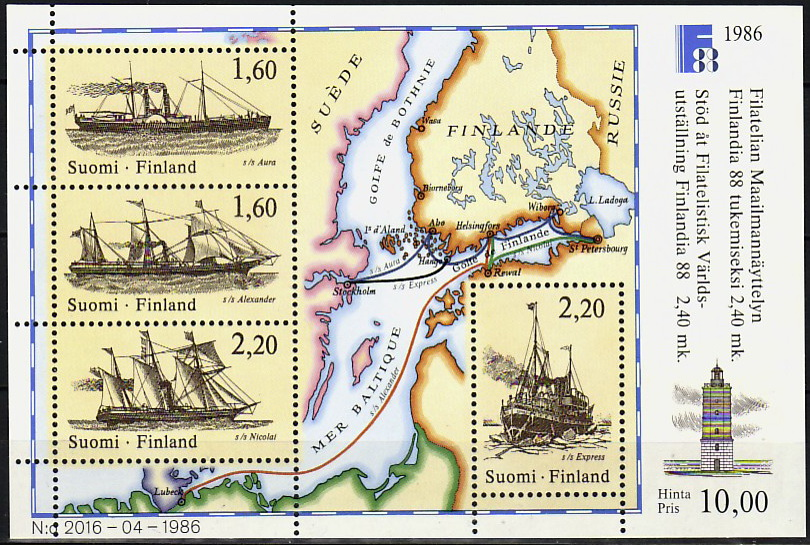
Почтовый блок Финляндии, посвящённый почтовым кораблям, 1986(Mi #998—1001)

Помимо марок Эстонии и СССР, Таллин встречается также на марках некоторых других стран. Например, в 1986 году польская почта выпустила серию из шести марок, посвящённую победам польских спортсменов в 1985 году. Одна из миниатюр была посвящена победе польского спортсмена в Международной Балтийской парусной регате, проходившей в Таллине в июле 1985 года (Mi #3043).
В том же году почта Финляндии эмитировала почтовый блок, состоящий из четырёх марок, посвящённых почтовым кораблям. В частности винтовому пароходу «Александр» (1858 год), курсировавшему по маршруту Гельсингфорс (Хельсинки) — Ревель (Таллин) — Любек и пароходу «Николай» (1858 год), курсировавшему между Гельсингфорсом, Ревелем и Санкт-Петербургом (Mi #999—1000). На полях блока изображена карта Балтийского моря с маршрутами почтовых кораблей.
В 1988 году почта Финляндии выпустила почтовый блок из четырёх марок, посвящённых авиапочтовым самолётам Финляндии. На одной из них изображён биплан Бреге 14, перевозивший почту между Хельсинки и Таллином (Mi #1053). На полях блока изображены схемы маршрутов самолётов на фоне карты северной части Европы.

## Непочтовые марки

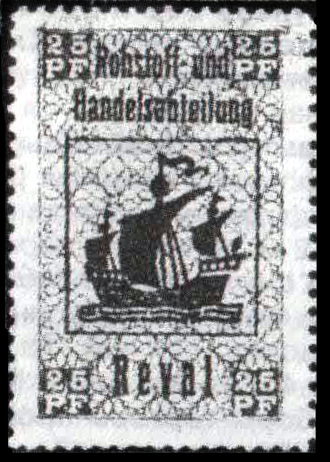
Фискальная марка Департамента сырья и торговли в Ревеле (1918)

В 1918 году, в период германской оккупации Таллина, были выпущены две фискальные марки с изображением парусного одномачтового судна и текстом двух видов: нем. «Hauptstelle fur Handel u. Gewerbe — Reval» («Управление торговли и ремёсел, Ревель») и «Rohstoff- und Handelsabteilung — Reval» («Департамент сырья и торговли, Ревель»). Номиналы были указаны в пфеннигах. В дальнейшем дизайн этих марок послужил основой для создания первых марок Эстонии.

## Почтовые конверты и карточки
За годы Советской власти было выпущено множество художественных маркированных конвертов с таллинскими сюжетами.
На конвертах запечатлены памятники и архитектура Таллина. Часть конвертов посвящена юбилеям таллинских предприятий и организаций. Ещё одной темой конвертов стали текущие события, проводимые в городе, — филателистические выставки, спортивные соревнования.
| Хронологический перечень художественных почтовых конвертов СССР, посвящённых Таллину                    | Хронологический перечень художественных почтовых конвертов СССР, посвящённых Таллину | Хронологический перечень художественных почтовых конвертов СССР, посвящённых Таллину | Хронологический перечень художественных почтовых конвертов СССР, посвящённых Таллину | Хронологический перечень художественных почтовых конвертов СССР, посвящённых Таллину | Хронологический перечень художественных почтовых конвертов СССР, посвящённых Таллину |
| Надпись на конверте (чему посвящён)                                                                     | Дата                                                                                 | Художник                                                                             | Номер в каталоге ЦФА                                                                 | Номинал                                                                              |                                                                                      |
| --- | ------------------------------------------------------------------------------------ | ------------------------------------------------------------------------------------ | ------------------------------------------------------------------------------------ | ------------------------------------------------------------------------------------ | ------------------------------------------------------------------------------------ |
| Таллин. Художественный музей                                                                            | 20 марта 1956                                                                        |                                                                                      | 229                                                                                  | 40 копеек                                                                            |                                                                                      |
| Таллин. Сталинградская площадь                                                                          | 30 мая 1956                                                                          |                                                                                      | 261                                                                                  | 40 копеек                                                                            |                                                                                      |
| Таллин. Театр оперы и балета «Эстония»                                                                  | 15 июня 1956                                                                         |                                                                                      | 270                                                                                  | 40 копеек                                                                            |                                                                                      |
| Таллин. Сталинградская площадь                                                                          | 30 июля 1957                                                                         |                                                                                      | 484                                                                                  | 40 копеек                                                                            |                                                                                      |
| Эстонская ССР. Таллин                                                                                   | 3 августа 1957                                                                       |                                                                                      | 487                                                                                  | 40 копеек                                                                            |                                                                                      |
| Таллин. Дом офицеров флота                                                                              | 19 декабря 1957                                                                      |                                                                                      | 592                                                                                  | 40 копеек                                                                            |                                                                                      |
| Таллин. На берегу моря                                                                                  | 14 января 1958                                                                       |                                                                                      | 619                                                                                  | 40 копеек                                                                            |                                                                                      |
| Таллин. Монумент жертвам революции                                                                      | 5 мая 1958                                                                           |                                                                                      | 691                                                                                  | 40 копеек                                                                            |                                                                                      |
| Таллин. Улица Виру                                                                                      | 19 августа 1959                                                                      |                                                                                      | 1039                                                                                 | 40 копеек                                                                            |                                                                                      |
| Таллин. Сталинградская площадь                                                                          | 19 ноября 1959                                                                       |                                                                                      | 1079                                                                                 | 40 копеек                                                                            |                                                                                      |
| Таллин. Башня «Пик Херманн»                                                                             | 24 ноября 1959                                                                       |                                                                                      | 1085                                                                                 | 40 копеек                                                                            |                                                                                      |
| Таллин. Вышгород                                                                                        | 11 октября 1960                                                                      |                                                                                      | 1335                                                                                 | 40 копеек                                                                            |                                                                                      |
| Таллин                                                                                                  | 5 мая 1963                                                                           |                                                                                      | 2512                                                                                 | 4 копейки                                                                            |                                                                                      |
| Таллин. Улица Старого города                                                                            | 8 мая 1963                                                                           |                                                                                      | 2518                                                                                 | 4 копейки                                                                            |                                                                                      |
| Таллин                                                                                                  | 11 августа 1964                                                                      |                                                                                      | 3324                                                                                 | 4 копейки                                                                            |                                                                                      |
| Таллин. Башня «Кик ин де кёк»                                                                           | 30 августа 1964                                                                      |                                                                                      | 3350                                                                                 | 4 копейки                                                                            |                                                                                      |
| Таллин. Вид старого города                                                                              | 27 октября 1964                                                                      |                                                                                      | 3434                                                                                 | 4 копейки                                                                            |                                                                                      |
| Таллин. Дорога в Пириту                                                                                 | 21 марта 1966                                                                        |                                                                                      | 4163                                                                                 | 4 копейки                                                                            |                                                                                      |
| Таллин. Вируские ворота                                                                                 | 8 сентября 1966                                                                      |                                                                                      | 4376                                                                                 | 4 копейки                                                                            |                                                                                      |
| Таллин. Башня «Пикк Херман»                                                                             | 1966                                                                                 |                                                                                      | 4437                                                                                 | 4 копейки                                                                            |                                                                                      |
| Таллин. Старый город                                                                                    | 1 сентября 1967                                                                      |                                                                                      | 4863                                                                                 | 4 копейки                                                                            |                                                                                      |
| Таллин. Сайа-Кайк                                                                                       | 2 сентября 1967                                                                      |                                                                                      | 4904                                                                                 | 6 копеек                                                                             |                                                                                      |
| Таллин. Вид с Тоомпеа                                                                                   | 13 октября 1967                                                                      |                                                                                      | 04944                                                                                | 6 копеек                                                                             |                                                                                      |
| Таллин. «Длинный Херманн»                                                                               | 25 ноября 1967                                                                       |                                                                                      | 5009                                                                                 | 4 копейки                                                                            |                                                                                      |
| Таллин. Порт                                                                                            | 12 сентября 1968                                                                     |                                                                                      | 5853                                                                                 | 4 копейки                                                                            |                                                                                      |
| Таллин. Башня «Толстая Маргарита»                                                                       | 17 февраля 1969                                                                      | А. Калашников                                                                        | 6141                                                                                 | 4 копейки                                                                            |                                                                                      |
| Таллин. Улица Лаборатоориуми                                                                            | 19 марта 1969                                                                        |                                                                                      | 6194                                                                                 | 4 копейки                                                                            |                                                                                      |
| Таллин. Гостиница «Таллин»                                                                              | 18 июня 1969                                                                         |                                                                                      | 6404                                                                                 | 4 копейки                                                                            |                                                                                      |
| Таллин. Ратуша                                                                                          | 16 июля 1969                                                                         |                                                                                      | 6460                                                                                 | 4 копейки                                                                            |                                                                                      |
| Таллин. Вид с Вышгорода                                                                                 | 23 сентября 1969                                                                     |                                                                                      | 6630                                                                                 | 4 копейки                                                                            |                                                                                      |
| Таллин. Ратуша                                                                                          | 20 октября 1969                                                                      |                                                                                      | 6669                                                                                 | 4 копейки                                                                            |                                                                                      |
| Таллин. Большие Морские ворота                                                                          | 26 мая 1970                                                                          |                                                                                      | 7042                                                                                 | 4 копейки                                                                            |                                                                                      |
| Таллин. Железнодорожный вокзал                                                                          | 18 августа 1970                                                                      |                                                                                      | 7206                                                                                 | 4 копейки                                                                            |                                                                                      |
| Турнир по шахматам. «Таллин-1971»                                                                       | 21 января 1971                                                                       |                                                                                      | 7414                                                                                 | 4 копейки                                                                            |                                                                                      |
| Балтийская регата. Таллин                                                                               | 3 мая 1971                                                                           |                                                                                      | 7598                                                                                 | 4 копейки                                                                            |                                                                                      |
| Таллин. Парк на улице Харью                                                                             | 20 мая 1971                                                                          | А. Махов                                                                             | 7637                                                                                 | 4 копейки                                                                            |                                                                                      |
| Таллин. Дом-музей Эдуарда Вильде в Кадриорге                                                            | 26 июля 1972                                                                         | Н. Раковская                                                                         | 8380                                                                                 | 4 копейки                                                                            |                                                                                      |
| Таллин. Государственный академический театр драмы им. В. Кингисеппа                                     | 31 октября 1972                                                                      | А. Денисов                                                                           | 8543                                                                                 | 4 копейки                                                                            |                                                                                      |
| Таллин. Улица Харью                                                                                     | 13 ноября 1972                                                                       | В. Якунин                                                                            | 8564                                                                                 | 6 копеек                                                                             |                                                                                      |
| Таллин. Башня «Толстая Маргарита»                                                                       | 16 мая 1973                                                                          | А. Урбанский                                                                         | 8920                                                                                 | 4 копейки                                                                            |                                                                                      |
| Таллин. Здание Совета Министров Эстонской ССР                                                           | 23 июля 1973                                                                         | Н. Черкасов                                                                          | 9074                                                                                 | 6 копеек                                                                             |                                                                                      |
| Таллин. Монумент делегатам I съезда профсоюзов Эстонии                                                  | 5 ноября 1973                                                                        | В. Коновалов                                                                         | 9274                                                                                 | 4 копейки                                                                            |                                                                                      |
| Таллин. Кинотеатр «Космос»                                                                              | 29 января 1974                                                                       | Л. Кружкова                                                                          | 9432                                                                                 | 4 копейки                                                                            |                                                                                      |
| Таллин. Уголок Ратушной площади                                                                         | 20 марта 1974                                                                        | А. Денисов                                                                           | 9588                                                                                 | 4 копейки                                                                            |                                                                                      |
| Таллин. Старый город                                                                                    | 5 мая 1974                                                                           |                                                                                      | 9670                                                                                 | 4 копейки                                                                            |                                                                                      |
| Таллин. Вид на Нижний город                                                                             | 28 мая 1974                                                                          | А. Салтанов                                                                          | 9739                                                                                 | 4 копейки                                                                            |                                                                                      |
| Таллин. Улица Лай                                                                                       | 11 июня 1974                                                                         | Г. Баев                                                                              | 19773                                                                                | 4 копейки                                                                            |                                                                                      |
| Таллин. Монумент героям, освободителям Таллина (фрагмент)                                               | 6 августа 1974                                                                       | И. Мартынов                                                                          | 9900                                                                                 | 4 копейки                                                                            |                                                                                      |
| VI летняя Спартакиада народов СССР. Таллин. Финал. Лёгкая атлетика (многоборье), парусный спорт, теннис | 28 февраля 1975                                                                      | И. Мартынов, Н. Черкасов                                                             | 10354                                                                                | 4 копейки                                                                            |                                                                                      |
| Таллин. Орудийная башня Кик ин де Кёк                                                                   | 4 марта 1975                                                                         | А. Калашников                                                                        | 10366                                                                                | 4 копейки                                                                            |                                                                                      |
| Таллин. Ратушная площадь                                                                                | 11 мая 1975                                                                          | В. Коновалов                                                                         | 10524                                                                                | 4 копейки                                                                            |                                                                                      |
| Таллин. XXVII Балтийская регата                                                                         | 24 июня 1975                                                                         | Ю. Арцименев                                                                         |                                                                                      | 4 копейки                                                                            |                                                                                      |
| Таллин. Замок Тоомпеа                                                                                   | 30 июня 1975                                                                         | А. Калашников                                                                        | 10632                                                                                | 4 копейки                                                                            |                                                                                      |
| Таллин. Большие Морские ворота                                                                          | 16 января 1976                                                                       | А. Калашников                                                                        | 11056                                                                                | 4 копейки                                                                            |                                                                                      |
| Таллин. Государственный исторический музей Эстонской ССР                                                | 16 января 1976                                                                       | А. Калашников                                                                        | 11057                                                                                | 4 копейки                                                                            |                                                                                      |
| Таллин. Кадриоргский дворец                                                                             | 16 января 1976                                                                       | А. Смирнов                                                                           | 11058                                                                                | 4 копейки                                                                            |                                                                                      |
| Таллин. Торниде Вальяк                                                                                  | 9 апреля 1976                                                                        | А. Калашников                                                                        | 11232                                                                                | 4 копейки                                                                            |                                                                                      |
| Таллин. Железнодорожный вокзал                                                                          | 11 мая 1976                                                                          | В. Коновалов                                                                         | 11314                                                                                | 4 копейки                                                                            |                                                                                      |
| Таллин. Улица Толли                                                                                     | 9 августа 1976                                                                       | А. Калашников                                                                        | 11505                                                                                | 4 копейки                                                                            |                                                                                      |
| Таллин. Башни Вируских ворот                                                                            | 12 октября 1976                                                                      | А. Салтанов                                                                          | 11621                                                                                | 4 копейки                                                                            |                                                                                      |
| Международный шахматный турнир «Таллин-77». Памяти П. Кереса                                            | 7 декабря 1976                                                                       | А. Смирнов                                                                           | 11757                                                                                | 4 копейки                                                                            |                                                                                      |
| Таллин. Улица Харью                                                                                     | 26 января 1977                                                                       |                                                                                      | 11832                                                                                | 4 копейки                                                                            |                                                                                      |
| Таллин. Вируские ворота                                                                                 | 17 февраля 1977                                                                      | А. Калашников                                                                        | 11887                                                                                | 4 копейки                                                                            |                                                                                      |
| Филвыставка «Таллин-Шверин»                                                                             | 4 мая 1977                                                                           | В. Воронин                                                                           | 12036                                                                                | 4 копейки                                                                            |                                                                                      |
| Таллин. Дом Черноголовых. Памятник архитектуры конца XVI века                                           | 1 июня 1977                                                                          | Н. Красовитова                                                                       | 12122                                                                                | 4 копейки                                                                            |                                                                                      |
| Таллин. Оборонительные башни (XIII—XV вв.)                                                              | 12 июля 1977                                                                         | Л. Зайцев                                                                            | 12233                                                                                | 4 копейки                                                                            |                                                                                      |
| Таллин. Памятник Ф. Р. Крейцвальду в Кадриорге                                                          | 7 февраля 1978                                                                       | А. Салтанов                                                                          | 12647                                                                                | 4 копейки                                                                            |                                                                                      |
| Таллин. Монумент революции 1905 года                                                                    | 9 марта 1978                                                                         |                                                                                      | 12715                                                                                | 4 копейки                                                                            |                                                                                      |
| Таллин. Башня «Кик-ин-де-Кёк»                                                                           | 13 апреля 1978                                                                       |                                                                                      | 12787                                                                                | 6 копеек                                                                             |                                                                                      |
| Эдуард Сырмус                                                                                           | 13 апреля 1978                                                                       |                                                                                      | 12780                                                                                | 4 копейки                                                                            |                                                                                      |
| Таллин. Кафе «Кадриорг»                                                                                 | 13 апреля 1978                                                                       |                                                                                      | 12788                                                                                | 6 копеек                                                                             |                                                                                      |
| Таллин. Театр драмы им. Кингисеппа                                                                      | 14 апреля 1978                                                                       |                                                                                      | 12789                                                                                | 4 копейки                                                                            |                                                                                      |
| Таллин. Гостиница «Виру»                                                                                | 10 августа 1979                                                                      | Н. Ветцо                                                                             | 13697                                                                                | 4 копейки                                                                            |                                                                                      |
| Таллин. Вид на Тоомпеа                                                                                  | 29 августа 1979                                                                      | А. Калашников                                                                        | 13727                                                                                | 4 копейки                                                                            |                                                                                      |
| Таллин. Ратуша                                                                                          | 27 сентября 1979                                                                     |                                                                                      | 13817                                                                                | 4 копейки                                                                            |                                                                                      |
| Таллин. Театр оперы и балета «Эстония»                                                                  | 22 октября 1979                                                                      |                                                                                      | 13869                                                                                | 4 копейки                                                                            |                                                                                      |
| Таллин. Вид Старого города                                                                              | 19 декабря 1979                                                                      |                                                                                      | 13988                                                                                | 4 копейки                                                                            |                                                                                      |
| Таллин. Вышгород. Тоомпеа                                                                               | 3 июня 1980                                                                          |                                                                                      | 14353                                                                                | 4 копейки                                                                            |                                                                                      |
| Таллин. Кинотеатр «Космос»                                                                              | 10 ноября 1980                                                                       | Н. Музыкантова                                                                       | 14636                                                                                | 4 копейки                                                                            |                                                                                      |
| Таллин. Вид с Вышгорода                                                                                 | 21 ноября 1980                                                                       | Ю. Арцименев                                                                         | 14657                                                                                | 4 копейки                                                                            |                                                                                      |
| Таллин. Ратушная площадь                                                                                | 15 декабря 1980                                                                      | В. Скворцова                                                                         | 14698                                                                                | 4 копейки                                                                            |                                                                                      |
| Таллин. Певческое поле                                                                                  | 2 марта 1981                                                                         | Н. Ветцо                                                                             | 14839                                                                                | 4 копейки                                                                            |                                                                                      |
| XXXII Международная Балтийская регата в Таллине                                                         | 16 июня 1981                                                                         | С. Смирнова                                                                          |                                                                                      | 4 копейки                                                                            |                                                                                      |
| Международная филвыставка «Таллин-Шверин». 1981. Таллин                                                 | 6 августа 1981                                                                       | В. Качинский                                                                         | 15070                                                                                | 4 копейки                                                                            |                                                                                      |
| Таллин. Почтамт                                                                                         | 1 июня 1982                                                                          |                                                                                      | 15680                                                                                | 4 копейки                                                                            |                                                                                      |
| Таллин. Тоомпеа (Вышгород)                                                                              | 17 июня 1983                                                                         | В. Шатихин                                                                           | 16309                                                                                | 5 копеек                                                                             |                                                                                      |
| Таллин. Гостиница «Олимпия»                                                                             | 17 июня 1983                                                                         | В. Коновалов                                                                         | 16310                                                                                | 5 копеек                                                                             |                                                                                      |
| Таллин. Торговый центр в Пирита                                                                         | 26 августа 1983                                                                      | В. Шатихин                                                                           | 16433                                                                                | 5 копеек                                                                             |                                                                                      |
| Таллин. Улица Мюнди                                                                                     | 26 августа 1983                                                                      |                                                                                      | 16434                                                                                | 5 копеек                                                                             |                                                                                      |
| Таллин. Вируские ворота                                                                                 | 27 января 1984                                                                       | Н. Ветцо                                                                             | 15                                                                                   | 5 копеек                                                                             |                                                                                      |
| Таллин. Башня «Кик ин де Кёк»                                                                           | 30 января 1984                                                                       | Н. Ветцо                                                                             | 28                                                                                   | 5 копеек                                                                             |                                                                                      |
| Таллин. Улица Мюнди                                                                                     | 27 ноября 1984                                                                       | Л. Кулиева                                                                           | 530                                                                                  | 5 копеек                                                                             |                                                                                      |
| Таллин. Международная Балтийская парусная регата                                                        | 15 марта 1985                                                                        | А. Смирнов                                                                           | 149                                                                                  | 5 копеек                                                                             |                                                                                      |
| Таллин. Гостиница «Виру»                                                                                | 16 апреля 1985                                                                       | В. Шатихин                                                                           | 191                                                                                  | 5 копеек                                                                             |                                                                                      |
| Праздник песни и танца Эстонской ССР. Таллин                                                            | 30 апреля 1985                                                                       | И. Козлов                                                                            | 211                                                                                  | 5 копеек                                                                             |                                                                                      |
| Филателистическая выставка Таллин—Хельсинки                                                             | 22 июля 1985                                                                         | Л. Кулиева                                                                           | 379                                                                                  | 5 копеек                                                                             |                                                                                      |
| Таллин. Башни Старого города (XIII—XVI вв.)                                                             | 28 августа 1985                                                                      | Н. Ветцо                                                                             | 450                                                                                  | 5 копеек                                                                             |                                                                                      |
| Таллин. Улица Лай                                                                                       | 16 октября 1985                                                                      | В. Скворцова                                                                         | 489                                                                                  | 5 копеек                                                                             |                                                                                      |
| Таллин. Улица Мюнди                                                                                     | 17 октября 1985                                                                      | Л. Кулиева                                                                           | 491                                                                                  | 5 копеек                                                                             |                                                                                      |
| Таллинский политехнический институт. 50 лет                                                             | 17 декабря 1985                                                                      | Ю. Арцименев                                                                         | 603                                                                                  | 5 копеек                                                                             |                                                                                      |
| Таллин. Девичья башня                                                                                   | 21 февраля 1986                                                                      | В. Бейлин                                                                            |                                                                                      | 5 копеек                                                                             |                                                                                      |
| Матч по легкой атлетике СССР—ГДР. Таллин                                                                | 26 февраля 1986                                                                      | В. Коновалов                                                                         | 97                                                                                   | 5 копеек                                                                             |                                                                                      |
| Международные соревнования «Игры доброй воли». Парусная регата. Таллин                                  | 23 апреля 1986                                                                       | Ю. Арцименев                                                                         | 198                                                                                  | 5 копеек                                                                             |                                                                                      |
| Филателистическая выставка «Прибалтфил-86». Таллин                                                      | 23 апреля 1986                                                                       | В. Воронин                                                                           | 199                                                                                  | 5 копеек                                                                             |                                                                                      |
| Конгресс и фестиваль Международной ассоциации непрофессионального кино. УНИКА-86. Таллин                | 29 апреля 1986                                                                       | Н. Горкин                                                                            | 218                                                                                  | 5 копеек                                                                             |                                                                                      |
| Таллин. Учебное судно «Крузенштерн» производственного объединения «Эстрыбпром»                          | 11 августа 1986                                                                      | Ю. Бронфенбренер                                                                     | 383                                                                                  | 5 копеек                                                                             |                                                                                      |
| Таллин                                                                                                  | 19 ноября 1986                                                                       | Л. Зайцев                                                                            | 546                                                                                  | 5 копеек                                                                             |                                                                                      |
| Международные соревнования по классической борьбе памяти И. М. Поддубного. Таллин                       | 16 февраля 1987                                                                      | В. Коновалов                                                                         | 80                                                                                   | 5 копеек                                                                             |                                                                                      |
| Таллин. Улица Виру                                                                                      | 27 февраля 1987                                                                      | Н. Ветцо                                                                             | 103                                                                                  | 5 копеек                                                                             |                                                                                      |
| Таллин. Ратуша                                                                                          | 27 февраля 1987                                                                      | А. Калашников                                                                        | 104                                                                                  | 5 копеек                                                                             |                                                                                      |
| Турнир памяти Владимира Савина. Таллин                                                                  | 24 марта 1987                                                                        | И. Филиппов                                                                          | 130                                                                                  | 5 копеек                                                                             |                                                                                      |
| Филателистическая выставка «Морфил-87». Таллин                                                          | 27 марта 1987                                                                        | Г. Косоруков                                                                         | 153                                                                                  | 5 копеек                                                                             |                                                                                      |
| Таллин. Гостиница «Виру»                                                                                | 4 мая 1987                                                                           | В. Шатихин                                                                           | 259                                                                                  | 5 копеек                                                                             |                                                                                      |
| Таллин. Телевизионная башня                                                                             | 14 сентября 1987                                                                     | И. Филиппов                                                                          | 454                                                                                  | 5 копеек                                                                             |                                                                                      |
| 100-летие таллинского трамвая                                                                           | 29 января 1988                                                                       | П. Коростелев                                                                        | 73                                                                                   | 5 копеек                                                                             |                                                                                      |
| Таллин. Башни Старого города                                                                            | 15 февраля 1988                                                                      | Ю. Арцименев                                                                         | 88                                                                                   | 5 копеек                                                                             |                                                                                      |
| 350 лет Таллинской почте                                                                                | 29 марта 1988                                                                        | В. Фомичёв                                                                           | 190                                                                                  | 5 копеек                                                                             |                                                                                      |
| Филателистическая выставка «Олимпспорт-88». Таллин                                                      | 6 мая 1988                                                                           | В. Хмелев                                                                            | 262                                                                                  | 5 копеек                                                                             |                                                                                      |
| Чемпионат мира по парусному спорту в классе «Торнадо». Таллин                                           | 17 мая 1988                                                                          | Ю. Арцименев                                                                         | 276                                                                                  | 5 копеек                                                                             |                                                                                      |
| Таллин. Уголок Старого города                                                                           | 23 сентября 1988                                                                     | В. Скворцова                                                                         | 434                                                                                  | 5 копеек                                                                             |                                                                                      |
| Всесоюзная женская филателистическая выставка «За мир, равенство, развитие!». Таллин                    | 8 декабря 1988                                                                       | В. Коновалов                                                                         | 525                                                                                  | 5 копеек                                                                             |                                                                                      |
| Международный шахматный турнир памяти П. Кереса. Таллин                                                 | 23 декабря 1988                                                                      | Л. Зайцев                                                                            | 557                                                                                  | 5 копеек                                                                             |                                                                                      |
| X конгресс европейских микологов. Таллин                                                                | 9 февраля 1989                                                                       | Ю. Арцименев                                                                         | 80                                                                                   | 5 копеек                                                                             |                                                                                      |
| 50 лет Таллинскому зоопарку. Дагестанский тур                                                           | 13 февраля 1989                                                                      | С.-М. Стерн                                                                          | 89                                                                                   | 5 копеек                                                                             |                                                                                      |
| ФМЖД. Чемпионат мира по международным шашкам среди юниоров. Таллин                                      | 28 июня 1989                                                                         | А. Смирнов                                                                           | 294                                                                                  | 5 копеек                                                                             |                                                                                      |
| Филателистическая выставка «Таллин-Шверин-89»                                                           | 22 августа 1989                                                                      | Р. Винн                                                                              | 338                                                                                  | 5 копеек                                                                             |                                                                                      |
| Столицы союзных республик. Таллин. Башня «Длинный Герман»                                               | 17 октября 1989                                                                      | Ю. Левиновский                                                                       | 410                                                                                  | 5 копеек                                                                             |                                                                                      |
| Таллин. (Вид старого города, море)                                                                      | 22 декабря 1989                                                                      | Х.-М. Олвет                                                                          | 495                                                                                  | 5 копеек                                                                             |                                                                                      |
| Таллин. (Вид старого города)                                                                            | 22 декабря 1989                                                                      | Х.-М. Олвет                                                                          | 496                                                                                  | 5 копеек                                                                             |                                                                                      |
| Таллин. (Вид старого города, стилизованные цветы)                                                       | 22 декабря 1989                                                                      | М-М. Олвет                                                                           | 497                                                                                  | 5 копеек                                                                             |                                                                                      |
| XI Всемирный конгресс Международной федерации по автоматическому управлению (ИФАК). Таллин              | 7 февраля 1990                                                                       | М. Луури                                                                             | 45                                                                                   | 5 копеек                                                                             |                                                                                      |
| Рок Суммер-90. Таллин                                                                                   | 27 марта 1990                                                                        | И. Гурьянова                                                                         | 129                                                                                  | 5 копеек                                                                             |                                                                                      |
| Таллин. (Шпили и купола соборов)                                                                        | 15 мая 1990                                                                          | Р. Винн                                                                              | 220                                                                                  | 5 копеек                                                                             |                                                                                      |
| Таллин. (Старинные здания)                                                                              | 15 мая 1990                                                                          | Р. Винн                                                                              | 221                                                                                  | 5 копеек                                                                             |                                                                                      |
| Таллин. Одинокий дом                                                                                    | 15 мая 1990                                                                          | Р. Винн                                                                              | 222                                                                                  | 5 копеек                                                                             |                                                                                      |
| Архитектурные памятники союзных республик. Таллин. Церковь Нигулисте (XIII—XVII вв.)                    | 13 июля 1990                                                                         | Н. Ветцо                                                                             | 319                                                                                  | 5 копеек                                                                             |                                                                                      |
| Всесоюзная филателистическая выставка «Эстония-90». Таллин                                              | 18 июля 1990                                                                         | Р. Винн                                                                              | 322                                                                                  | 5 копеек                                                                             |                                                                                      |
| Филателистическая выставка «Эстика-91». Таллин                                                          | 20 мая 1991                                                                          | Р. Винн                                                                              | 163                                                                                  | 7 копеек                                                                             |                                                                                      |

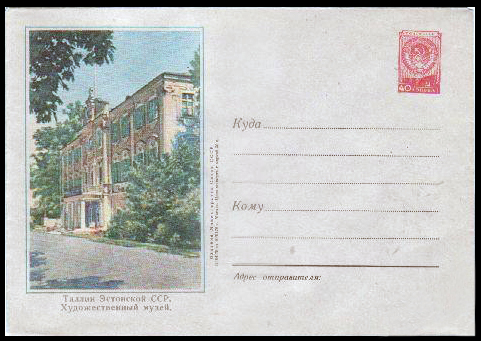
ХМК СССР. Таллин. Художественный музей (1956)

Таллин представлен также на почтовых карточках с оригинальной маркой (ПК с ОМ) как СССР, так и Эстонии. 10 апреля 1980 года была выпущена ПК с ОМ, посвящённая спортивным сооружениям Игр XXII Олимпиады в Таллине. На марке изображена эмблема Олимпиады и центр парусного спорта. На иллюстрации — Олимпийский факел и олимпийский центр парусного спорта. 1 августа 1984 года вышла ПК с ОМ, посвящённая 9-й Международной конференции по физике облаков, проходившей в Таллине. На марке изображены флюгер — фигура Старого Тоомаса, грозовые облака, самолёт. На иллюстрации — вид планеты Земля из космоса и радиолокационная установка.
1 января 2000 года Почта Эстонии выпустила ПК с ОМ, посвящённую эстонско-финскому музыкальному фестивалю. На марке изображён фестивальный плакат, на иллюстрации — плакат с панорамой Таллина. 8 июля того же года вышла ПК с ОМ, посвящённая 10-му съезду филателистов Эстонии. На марке помещена эмблема съезда, на иллюстрации — ворота Суур-Клоостри в Таллине. 17 сентября 2003 года к 85-летию основания Таллинского технического университета была выпущена ПК с ОМ. На марке — символический рисунок, на иллюстрации — здание университета.

## Календарные штемпели
На календарных штемпелях отмечаются дата и место отправки почтового отправления.
В середине 1940-х годов в Эстонской ССР, в том числе и в Таллине, в обиход были введены двуязычные штемпели (русско-эстонские). До 1 января 1989 года название города писалось на русском языке с одной «н». Затем на почтовых штемпелях было введено изменённое написание — Таллинн. В конце 1991 года двуязычное написание на штемпелях было упразднено.

Календарные штемпели Таллина
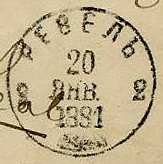
1881: Календарный штемпель Ревеля
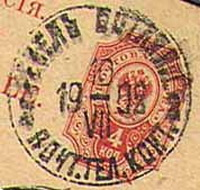
1902: Календарный штемпель Ревеля на стандартной марке Российской империи 1889 года
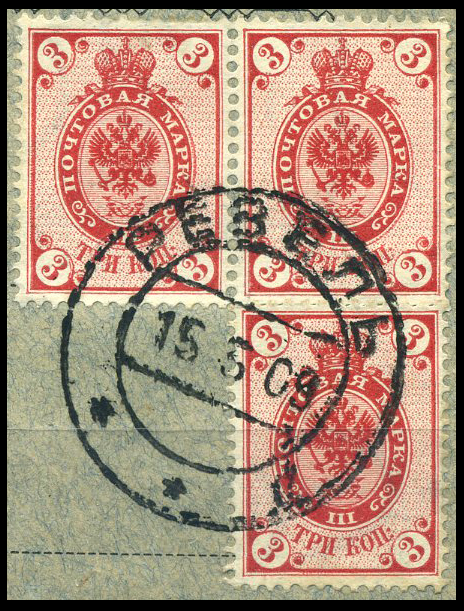
1909: штемпель Ревеля на стандартных марках Российской империи 1902 года
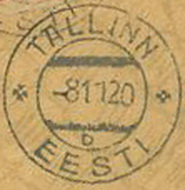
1920: штемпель Таллина
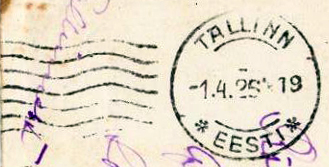
1926: механический штемпель Таллина
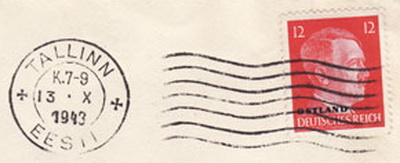
1943: механический штемпель Таллина на марке Рейхскомиссариата Остланд
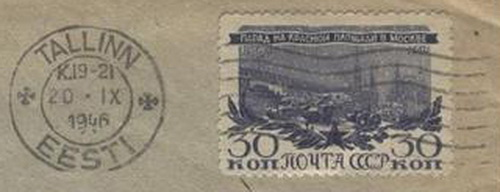
1946: механический штемпель Таллина на марке СССР 1946 года
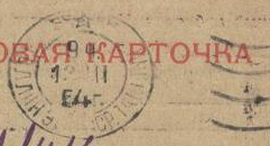
1954: механический штемпель Таллина
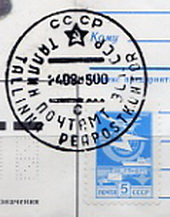
1985: штемпель Таллина на стандартной марке СССР 1982 года
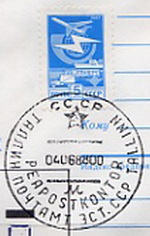
1988: штемпель Таллина на стандартной марке СССР 1982 года
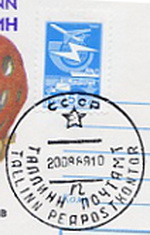
1988: штемпель Таллина на стандартной марке СССР 1982 года (два «нн» в названии города)
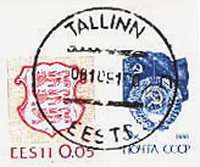
1991: штемпель Таллина на стандартной марке СССР 1988 года и стандартной марке Эстонии 1991 года

## Специальные гашения

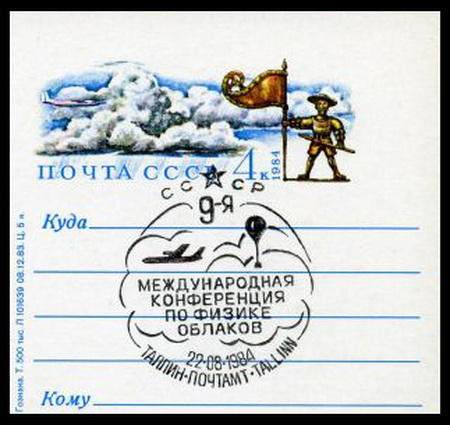
Оригинальная марка СССР из почтовой карточки, посвящённая 9-й Международной конференции по физике облаков в Таллине, со спецгашением (1984)

Известно большое количество специальных гашений СССР и Эстонии, непосредственно посвящённых Таллину и событиям в его истории:
СССР:
- «Матч на первенство мира по международным шашкам в Таллине» (20 января — 19 февраля 1972)
- «550 лет городской аптеке в Таллине» (20—23 апреля 1972)
- «III республиканский Праздник песни и танцев школьников Эстонской ССР в Таллине» (23—25 июня 1972)
- «2-я Прибалтийская филателистическая выставка, посвящённая 50-летию образования СССР, в Таллине» (10—17 декабря 1972)
- «Международный турнир по шахматам „Таллин-73“ в Таллине» (20 февраля — 15 марта 1973)
- «XI Европейский конгресс по молекулярной спектроскопии в Таллине» (28 мая — 1 июня 1973)
- «Филателистическая выставка Эстонской ССР „Таллин-73“ в Таллине» (9—16 декабря 1973)
- «Международный шахматный турнир. Таллин» (15 февраля — 10 марта 1975)
- «XXVII Балтийская регата. Таллин» (20—29 августа 1975)
- «XVII съезд Компартии Эстонии. Таллин» (28 января 1976)
- «Международная филателистическая выставка „Медфил-76“. Таллин» (17—26 ноября 1976)
- «Международный шахматный турнир. Таллин» (20 февраля — 15 марта 1977)
- «Филателистическая выставка „Таллин-Шверин“» (12—20 ноября 1977)
- «Международный шахматный турнир им. Пауля Кереса. Таллин» (20 февраля — 15 марта 1979)
- «Всесоюзная филателистическая выставка „Олимпфил-80“ в Таллине, посвящённая Играм XXII Олимпиады» (19—27 июля 1980)
- «XXXII Международная Балтийская регата в Таллине» (13—23 июля 1981)
- «Международная филателистическая выставка „Таллин — Шверин“ в Таллине» (16—25 октября 1981)
- «Международный шахматный турнир памяти П. Кереса в Таллине» (21 февраля — 14 марта 1983)
- «XXXIV Балтийская регата в Таллине» (8—15 июля 1983)
- «I Международный симпозиум по комплексному глобальному мониторингу Мирового океана в Таллине» (2—10 октября 1983)
- «Филателистическая выставка „Прибалтфил-83“ в Таллине» (15—23 октября 1983)
- «Праздник песни и танца студентов прибалтийских республик „Гаудеамус“ в Таллине» (6—8 июля 1984)
- «9-я Международная конференция по физике облаков в Таллине» (1 августа 1984)
- «9-я Международная конференция по физике облаков в Таллине» (22 августа 1984)
- «Международный шахматный турнир памяти П. Кереса в Таллине» (14 марта 1985)
- «Международная Балтийская парусная регата в Таллине» (5—14 июля 1985)
- «Праздник песни и танца Эстонской ССР в Таллине, посвящённый 45-летию восстановления Советской власти в Эстонии (1940—1985)» (20—21 июля 1985)
- «Международная филателистическая выставка „Таллин — Хельсинки“ в Таллине» (30 ноября — 8 декабря 1985)
- «Международная филателистическая выставка „Таллин — Шверин“ в Таллине» (14—22 декабря 1985)
- «Ежегодный фестиваль „Дни Старого города“ в Таллине» (9—15 июня 1986)
- «Таллинский центр парусного спорта в Пирита» (с июня 1986; с переводной датой)
- «Конгресс и фестиваль Международной ассоциации непрофессионального (любительского) кино „УНИКА-86“ в Таллине» (29 августа — 7 сентября 1986)
- «Филателистическая выставка „Прибалтфил-86“ в Таллине» (4—12 октября 1986)
- «50-летие Таллинского политехнического института» (18 октября 1986)
- «VI Республиканский праздник песни и танца школьников Эстонской ССР в Таллине» (3—5 июля 1987)
- «Филателистическая выставка „Морфил-87“ в Таллине» (29 сентября — 4 октября 1987)
- «350 лет Таллинской почте» (2 июня 1988)
- «Филателистическая выставка „Олимпспорт-88“ в Таллине» (16—24 июля 1988)
- «Чемпионат мира по парусному спорту в классе „Торнадо“ в Таллине» (19—28 июля 1988)
- «100-летие таллинского трамвая» (24 августа 1988)
- «Всесоюзная женская филателистическая выставка в Таллине» (4—12 марта 1989)
- «Международный шахматный турнир памяти П. Кереса в Таллине» (7—29 апреля 1989)
- «50 лет Таллинскому зоопарку» (20 июля 1989)
- «X конгресс европейских микологов в Таллине» (20—25 августа 1989)
- «50 лет Таллинскому зоопарку» (23—25 августа 1989)
- «Международная филателистическая выставка „Таллин — Шверин-89“ в Таллине» (6—15 октября 1989)
- «45-летие Победы советского народа в Великой Отечественной войне. Памятник героям Великой Отечественной войны в Техумарди (Эстонская ССР), комплекс зданий средневековой архитектуры в центральной части Таллина» (9 мая 1990)
- «XI Всемирный конгресс Международной федерации по автоматическому управлению (ИФАК) в Таллине» (13—17 августа 1990)
- «Всесоюзная филателистическая выставка „Эстония-90“ в Таллине» (5—14 октября 1990)
- «Дни Старого города в Таллине» (1—5 июня 1991)

Эстония:
- «XIII Европейской конференции по чтению в Таллине» (7 июля 2003)
- «90-летие зданию Национальной оперы „Эстония“ в Таллине» (6 сентября 2003)
- «85-летие Эстонской национальной библиотеке в Таллине» (18 декабря 2003)
- «60-я годовщина бомбардировки Таллина во Второй мировой войне» (9 марта 2004)
- «День Таллина» (15 мая 2004)
- «IV Всемирный конгресс финно-угорских народов в Таллине 15-19 августа 2004» (16 августа 2004)
- «Международный турнир по быстрым шахматам памяти П. Кереса в Таллине» (6 января 2006)
- «15-летие Главного штаба Сил Обороны Эстонии» (31 октября 2006)
- «2-е „Триеннале: иллюстрации Таллина“» (1 ноября 2006)
- «85 лет Таллинскому автобусному объединению (TAK)» (29 мая 2007)
- «Открытие Дома Яана Поска после реконструкции» (24 января 2008)
- «90-летие Министерства иностранных дел Эстонии» (11 ноября 2008)
- «90-летие Национальной библиотеке Эстонии» (21 ноября 2008)